# Liste der Schriften von Rainer Böhme
Die Liste der Schriften von Rainer Böhme ist ein Verzeichnis, geordnet nach Zweckbestimmung und Editionszeit, gestützt auf folgende Quellen:
- (DNB) = Schriften von Rainer Böhme in der Deutschen Nationalbibliothek.
- (BMG) = Bibliographie Militärgeschichte (1945–1995) des MGFA;[1]
- (SLUB) =  Schriften von Rainer Böhme in der Sächsische Landesbibliothek – Staats- und Universitätsbibliothek Dresden (SLUB)
- (SÄBI) = Sächsische Bibliografie;[2]
- Autoren der DSS-Arbeitspapiere. In: Für Entmilitarisierung der Sicherheit. 25 Jahre Dresdener Studiengemeinschaft Sicherheitspolitik e. V. Ein Resümee. (Hrsg.) Dresdener Studiengemeinschaft Sicherheitspolitik e. V.: DSS-Arbeitspapiere, Heft 115, Dresden 2015, S. 254.

## Zur Sicherheitspolitik in Eurasien – Herausgabe, Schriften, Übersetzungen

### „DGKSP-Diskussionspapiere“ – zu Russland und China (2017–2022)
- Vorwort/Kommentar mit Wilfried Schreiber sowie Übersetzungen und Herausgabe:
  - Vorwort: Einordnende Vorbemerkungen über einen komplexen Krieg in globaler Dimension. Übersetzungen. In: Die militärische Lage im Ukraine-Konflikt vs. geostrategischer Informationskrieg. Global Governance im Diskurs (VII).[3]
  - Vorwort: Einordnende Vorbemerkungen zum bewaffneten Ukraine-Konflikt. Übersetzungen. In: Russland im Ukraine-Konflikt (2022) um eine neue Weltordnung und die Militärstrategie der Ukraine (März 2021). Global Governance im Diskurs (VI).[4]
  - Vorwort: Einführung zu einem Grundsatzdokument mit geostrategischer Bedeutung. Übersetzungen. In: Zum Gipfeltreffen Russland–China (Februar 2022). Global Governance im Diskurs (V).[5]
  - Vorwort/Kommentar, (Übersetzung) mit Jörg-Uwe Laasch: Dialog und Abschreckung versus Entmilitarisierung. Zum sicherheitspolitischen Denken im Generalstab der Streitkräfte Russlands.[6]
- Vorwort des Hrsg. und Übersetzungen:
  - In: Die militärische Lage im Ukraine-Konflikt vs. geostrategischer Informationskrieg (II). Global Governance im Diskurs (IX).[7]
  - In: Strategische Konzepte für Donbass–Krim. Global Governance im Diskurs (VIII).[8]
  - In: Russland und „der Westen“ im Ringen um das strategische Kräftegleichgewicht in der Ukraine und in Kasachstan (2022). Global Governance im Diskurs (IV).[9]
  - In: „Harmonisierung der Interessen im Dialog“ versus „Regelbasierte Weltordnung“ und Bidens „Gipfel für Demokratie“ 2021. Global Governance im Diskurs (III).[10]
  - In: Zur nationalen Sicherheitsstrategie Russlands (2021).[11]
  - In: Zum Vertrag Russland – China (2021). Global Governance im Diskurs (II).[12]
  - In: Global Governance im Diskurs – China und Russland positionieren sich.[13]
  - In: Asien-/Indo-Pazifik-Region im geostrategischen Wandel.[14]
  - In: Russlands Politik zur nuklearen Abschreckung im Diskurs 2020.[15]
  - Vorwort und Synopse zum Diskurs über Regeltreue – Russland vs. Vereinigte Staaten (2017–2020).[16]
  - In: Russlands Politik zur nuklearen Abschreckung am Beginn der 2020er Jahre.[17]
  - In: Chinas Landesverteidigung am Beginn der 2020er Jahre. Weißbuch zu Chinas Militärstrategie.[18]
  - In: Streitkräfte Russlands am Beginn der 2020er Jahre. Mitschrift von Redebeiträgen auf der Kollegiumstagung des Verteidigungsministeriums der Russischen Föderation am 24. Dezember 2019 in Moskau.[19]
  - In: Multilaterale strategische Stabilität zwischen Nuklearmächten – realistisch? Begrenzung und Reduzierung der Rüstung im Diskurs. Aus dem Russischen und Englischen.[20]

- Die Militärakademie in Dresden (1959–1990). Ein Rückblick – aus Anlass ihrer Gründung vor 60 Jahren.[21]
- Übersetzung: Fazit des Feldzuges der Russischen Armee in Syrien (2015–2017).[22]
- Übersetzung: Zur Rüstungskontrolle und Nichtverbreitung (2017). Kommentar des Außenministeriums der Russischen Föderation im Zusammenhang mit der Veröffentlichung des Jahresberichts des US-Außenministeriums über die Einhaltung der Abkommen auf dem Gebiet der Rüstungskontrolle und Nichtverbreitung durch die Staaten, Dokument № 892 vom 29. April 2017.[23]

### „DSS-Arbeitspapiere“ – Übersetzungen zu Russland (1999–2016)
- E-Book Sonderausgabe (Übersetzung). Strategie der nationalen Sicherheit der Russischen Föderation (Dezember 2015).[24]
- (Übers.) Militärdoktrin der Russischen Föderation, Präzisierte Redaktion (Dezember 2014). In: DSS-Arbeitspapiere, Heft 113, Dresden 2015, 42 S.
- (Übers.) Mit Egbert Lemcke, Frank Preiß: Militärdoktrin der Russischen Föderation (Februar 2010). In: DSS-Arbeitspapiere, Heft 99, Dresden 2010, 44 S.
- (Übers.) Mit Joachim Klopfer: Grundlagen der Politik der Russischen Föderation auf dem Gebiet der militärisch-maritimen Tätigkeit in der Periode bis zum Jahre 2010 (März 2000). In: DSS-Arbeitspapiere, Heft 51.5, Dresden 2000, 44 S.
- (Übers.) Mit Peter Freitag, Joachim Klopfer: Die Militärdoktrin der Russischen Föderation (April 2000). In: DSS-Arbeitspapiere, Heft 51.4, Dresden 2000, 45 S.
- (Übers.) Mit Peter Freitag, Joachim Klopfer: Die Konzeption der nationalen Sicherheit der Russischen Föderation (Jan. 2000). In: DSS-Arbeitspapiere, Heft 51.3, Dresden 2000, 27 S.
- (Übers.) Mitarbeit bei Peter Freitag: Die Konzeption der nationalen Sicherheit der Russischen Föderation, verabschiedet durch die Mitglieder des Sicherheitsrates der RF am 5. Oktober 1999. In: DSS-Arbeitspapiere, Heft 51.2, Dresden 2000, 21 S.
- (Übers.) Mitarbeit bei Peter Freitag: Militärdoktrin der Russischen Föderation (Entwurf). In: DSS-Arbeitspapiere, Heft 51.1, Dresden 1999, 37 S.

## Zur Friedensforschung – Schriften

### Beiträge zur Friedensforschung der DSS e. V. (1991–2016)
- (SÄBI) Mit Eberhard Haueis: Eine eindrucksvolle Power-Point-Präsentation. Vortrag zur Gründung und Entwicklung der DSS. In: (Hrsg.) Dresdener Studiengemeinschaft Sicherheitspolitik i. L.: Friedensdenken und Friedensbewegung in Symbiose. Abschlussveranstaltung der Dresdener Studiengemeinschaft Sicherheitspolitik, Oktober 2015. DSS-Arbeitspapiere, Heft [116], Dresden 2016, S. 8–10.
- (SÄBI) Schlussakkord – Meine Gedanken zur Dresdener Studiengemeinschaft Sicherheitspolitik. In: DSS-Arbeitspapiere, Heft 115, Dresden 2015, S. 119–123.
- Internationale Konflikte und Krisen. Ihre Entstehung, Entwicklung, Verhütung bzw. Regelung. Thesen des Referates zum Symposium der Karl-Theodor-Molinari-Stiftung e. V. am 25. November 1993. In: (Hrsg.) Dresdener Studiengemeinschaft Sicherheitspolitik e. V.: DSS-Arbeitspapiere, Heft 10, Dresden 1994, 20 S.
- Konflikte, Krisen, Streitkräfte. Studie über internationale Konflikte und Krisen, deren Verhütung und Beilegung sowie Auswirkungen auf den Streitkräfteauftrag. Studie. Haag+Herchen, Frankfurt am Main 1991, 180 S.

### Beiträge zur Friedensforschung an der Militärakademie (1990)
- Studie: Internationale Konflikte und Krisen, bewaffnete Konflikte sowie deren Verhütung, Beherrschung, Bewältigung und Beilegung aus der Sicht der Streitkräfte. Dissertation A. Militärakademie „Friedrich Engels“, Dresden 1990, 9. August, 179 S.
- (BGM) Mit Klaus Götze: Können Streitkräfte „weggedacht“ werden? In: (Hrsg.) Bundesministerium der Verteidigung, Information für die Truppe (IfdT), Heft 10, Bonn 1990, S. 78–85. (Nachdruck aus: Zeitschrift Militärwesen, Heft 7, Berlin 1990, Juli, S. 18–23.)
- Mit Klaus Götze: Deutschland ohne Streitkräfte – eine Tagesaufgabe? In: (Hrsg.) Klaus Benjowski, Bernd Gonnermann: Entmilitarisierung? Dimensionen und Perspektiven. Reihe SAFE, Heft 1, Berlin 1990, S. 57–63.
- Deutschland ohne Streitkräfte? – Überlegungen zu einem möglichen Fernziel einer realistischen Sicherheitspolitik. In: (Hrsg.) Ministerium für Nationale Verteidigung: Militärwochenblatt trend, Nr. 3, Berlin 1990.
- Entmilitarisierung – einseitig und vollständig? Diskussionsbeitrag vom 27. März 1990. In: (Hrsg.) Wissenschaftlicher Rat für Friedensforschung an der Akademie der Wissenschaften der DDR: Konferenzdokumentation. Forschung für den Frieden Nr. II, Berlin 1990, Juni, S. 40–45.

### Beiträge für „Arbeitspapiere IWBS“ (1990)
(Vorläufer der DSS-Arbeitspapiere)
- Internationale Konflikte und Krisen, bewaffnete Konflikte sowie deren Verhütung, Beherrschung und Beilegung aus der Sicht der Streitkräfte. Thesen. In: (Hrsg.) Militärakademie „Friedrich Engels“, Interdisziplinärer Wissenschaftsbereich Sicherheit, Arbeitspapiere IWBS, Heft 3, Dresden 1990, S. 49–70.
- (Hrsg.) Militärakademie „Friedrich Engels“, Interdisziplinärer Wissenschaftsbereich Sicherheit, Arbeitspapiere IWBS, Heft 2, Dresden 1990:
  - Mit Horst Pukrop: Zur militärischen Komponente kooperativer Sicherheitsstrukturen: Nationale, multinationale und supranationale Streitkräfte. S. 44–52.
  - Vorschläge und Konzepte zur Entwicklung kooperativer Sicherheitsstrukturen in Europa. Literaturstudie. S. 53–86.
  - Sicherheitspolitischer Status: Neutralität. S. 106–129.
- Mit IWBS-Arbeitsgruppe „Kooperative Sicherheit“: Kooperative Sicherheitsstrukturen in Europa. Thesen. In: (Hrsg.) Militärakademie „Friedrich Engels“, Interdisziplinärer Wissenschaftsbereich Sicherheit, Arbeitspapiere IWBS, Heft 1, Dresden 1990, S. 81–99.

## Zur Militärwissenschaft und NVA – Schriften

### Zur Militärakademie „Friedrich Engels“ – Schriften (1990–2019)
- (Hrsg.) Lutz Kleinwächter: Die Militärakademie Friedrich Engels. Eine Bilanz der höchsten militärischen Bildungseinrichtung der DDR. Reihe Entmilitarisierung 21, Dresdener Schriften zur Sicherheit, Band 1. 
  - Militärakademie „Friedrich Engels“ der Nationalen Volksarmee: Gründung vor 60 Jahren – Eine Leistungsbilanz. S. 7–24. (Nachdruck aus: DGKSP-Diskussionspapiere, Dresden 2018, Dezember, 23 S.)
  - Operative Lehre und Forschung an der Militärakademie zwischen neuer Militärdoktrin und Militärreform (1987 – 1990) – Meine Erinnerungen an eine Militärwissenschaft im Umbruch. S. 25–50. (Nachdruck aus: DSS-Arbeitspapiere, Heft 114, Dresden 2015, S. 186–211)
- (SÄBI) Die Militärakademie in Dresden (1959–1990). Ein Rückblick – Aus Anlass ihrer Gründung vor 60 Jahren. In: DGKSP-Diskussionspapiere, Dresden 2018, Dezember, 23 S.
- (Hrsg.) Dresdener Studiengemeinschaft Sicherheitspolitik e. V.: Militärakademie „Friedrich Engels“. Historisch-kritische Nachbetrachtung zum 50. Jahrestag ihrer Gründung. In: DSS-Arbeitspapiere, Heft 95, Dresden 2009. 
  - Ausbildung und Forschung im Spannungsverhältnis von Militär und Militärwissenschaft. Diskussionsbeitrag zum Kolloquium am 10. Januar 2009 im Rathaus Dresden. In:  S. 71–78.
  - Ökologie und Streitkräfte – Ein Rückblick auf 1990/91. Eingereichter Beitrag zum Kolloquium am 10. Januar 2009. S. 275–280.
- Konzeption für den Lehrstuhl Ökologie und Streitkräfte (Militärökologie). Entscheidungsvorlage des Leiters der Zeitweiligen Arbeitsgruppe vom 21. August 1990 für den Chef der Militärakademie „Friedrich Engels“, Dresden 1990, deutsch/russisch, 11 S., mit circa 40 S. Anlagen, unveröffentlicht.

### Zum Umbruch in der Militärwissenschaft – Schriften (1988–1990)
- (Hrsg.): Zu den allgemeinen Grundlagen der Militärwissenschaft. Aus dem Protokoll der wissenschaftlichen Konferenz vom 26. April 1990. In: Schriften der Militärakademie „Friedrich Engels“, Heft 267, Dresden 1990, 70 S.
  - Vorwort. S. 5–7.
  - Diskussionsangebot vom 19. April 1990: Zu einigen grundlegenden Problemen der Militärwissenschaft. S. 16–31.
  - Referat (vom 26. April 1990): Überlegungen zu Lehre und Forschung in der Operativen Kunst, die sich aus verändertem Auftrag, Funktion und Aufgaben von deutschen Streitkräften ergeben. S. 32–48.
  - Resümee (vom 16. Mai 1990), S. 61–63.
- Mit Gerd Karsten: Studie Zur Bekämpfung (Desorganisation) neuer Waffen- und Aufklärungssysteme, Systeme der Führung und des Funkelektronischen Kampfes. In: Schriften der Militärakademie „Friedrich Engels“, (VS-Vertraulich), Heft 264, Dresden 1989, Juni 1989, circa 60 S.
- Die Vorbereitung der Ersten Armee-Verteidigungsoperation. (russ.) Auslandsbeitrag für den Sammelband des Stabes der Vereinten Streitkräfte: Поготовка Первой Армейской Оборонительной Операции. In: Сборник Штаба Объединённых Вооружённых Сил, № 38, Москва 1989. (Redaktionsschluss, Dresden 1988, Mai.)
- Studienmaterial Allgemeine Operative Kunst. (Hrsg.) Militärakademie „Friedrich Engels“: (GVS-Vertraulich) Dresden 1988–1990.
- Deckungstruppen – noch aktuell? In: (Hrsg.) Ministerium für Nationale Verteidigung, Zeitschrift Militärwesen, Heft 7, Berlin 1989. (Redaktion November 1988.)
- Fachbeiträge zur Truppenaufklärung (1980–1982) In: (Hrsg.) Ministerium für Nationale Verteidigung, Zeitschrift Militärwesen (VS-Vertraulich), Berlin, Heft 10/1982, 11/1980, 10/1980.